# Henfil
Henfil, de son vrai nom Henrique de Sousa Filho, né le 5 février 1944 à Ribeirão das Neves dans le Minas Gerais au Brésil et mort le 4 janvier 1988 à Rio de Janeiro, est un écrivain, humoriste et dessinateur brésilien.

## Biographie
Né à Ribeirão das Neves le 5 février 1944, il est atteint d’hémophilie, maladie génétique qui lui a été transmise par sa mère, et dont souffrent aussi deux de ses frères, le sociologue Herbert José Betinho de Sousa et le musicien Chico Mário.
Il commence sa carrière en 1964, dans la revue Alterosa, et en 1965 au journal Diário de Minas. En 1972, lorsque la dictature promulgue le AI-5 (Ato Institucional Número Cinco) qui censure les médias et autorise la torture pour les opposants, Henfil fonde la revue Fradim (éd. Codecri), dans laquelle il fait connaître ses personnages satiriques qui portent des surnoms populaires, tels Cumprido, Baixim, Graúna, Bode Orelana, Zeferin le nordestin et Ubaldo le paranoïaque. Il reste toujours, par sa satire, un fort opposant de la dictature. Il est par ailleurs actif à la Rede Globo, en tant qu’auteur, et également au théâtre et au cinéma.
Après une brève parenthèse aux États-Unis, où ses dessins, jugés trop subversifs, ne connaissent pas de succès, il retourne au Brésil. Atteint du sida à la suite d'une transfusion sanguine, il meurt le 4 janvier 1988 des conséquences de la maladie, alors qu'il est à l'apogée de sa carrière.
Son style s'inspire des notes télégraphiques, c’est un mélange de brèves réflexions et de dessins animés. Les plus connus de ses écrits sont les Cartas à mãe (Lettres à maman), où il parle de tout et contre tous, aussi bien que la tendresse d'un fils s'adressant à sa mère.
Dans Diário de um cucaracha, il raconte sa mauvaise expérience aux États-Unis.
En 2009, son fils unique fonde l'Institut culturel Henfil.

## Œuvres
- Diário de um cucaracha (1976)
- Hiroxima, meu humor (1976)
- Dez em humor (collettanea, 1984)
- Diretas Já! (1984)
- Henfil na China (1984)
- Fradim de Libertação (1984)
- Como se faz humor político (1984)